# Sviny (Tábori járás)
Sviny település Csehországban, a Tábori járásban. Sviny Bošilec, Dolní Bukovsko, Mažice, Veselí nad Lužnicí, Žíšov és Borkovice településekkel határos. Lakosainak száma 326 fő (2024. január 1.).

## Népesség
A település lakosságának változását az alábbi diagram mutatja:
| Lakosok száma | 527  | 524  | 572  | 416  | 313  | 313  | 325  | 331  | 332  | 326  |
|               | 1869 | 1890 | 1921 | 1950 | 1980 | 2001 | 2017 | 2019 | 2022 | 2024 |